# Gassán Hitu
Gassán Hitu (en árabe: غسان هيتو; nacido en 1963, Damasco, Siria) es un político sirio que desempeñó el cargo de  primer ministro de Siria según el gobierno interino creado por el CNFORS, paralelo al de Bashar al-Asad desde el 19 de marzo de 2013 hasta su renuncia voluntario el 8 de julio de 2013.

## Biografía

### Antes de la guerra civil siria
Hito nació en 1963, en Damasco, pero vivió durante décadas en varias ciudades de EE. UU., y más recientemente, en Texas. Tiene grados universitarios en la Purdue University y en la Wesleyan University (ambas en Indiana).
Trabajó en varias empresas del sector tecnológico y telecomunicaciones durante 25 años, y fundó la Muslim Legal Fund of America (Fondo Legal Musulmán de América), para defender los derechos de los musulmanes tras el 11S. También participó durante más de una década en la Brighter Horizons Academy (Academia de Brillantes Horizontes), una escuela islámica.

### Durante la guerra civil siria
Tras el estallido de la Guerra Civil Siria, fundó o participó en varios grupos de la oposición.
- Coalición Siria Libre: Fundador y vicepresidente.
- Asociación de Socorro Sham:Participante y organizador. Ayudó en la creación de una marcha solidaria por los niños sirios
- Consejo Sirio-Americano: Miembro
- Unidad de Coordinación de Asistencia: Fundador. La organización se encarga desde Turquía de dar ayuda humanitaria a los sirios.

### Liderazgo del CNFORS
El 18 de marzo de 2013, Hito fue elegido como el primer ministro de la Coalición Nacional Siria, el principal grupo opositor. Sus partidarios le defendieron por ser ajeno a las luchas internas de poder del grupo y por ser "un hombre práctico con experiencia de administración y abierto al debate".
Sin embargo, el 8 de julio dimitió por desavenencias internas pero expresó su voluntad de seguir trabajando por los intereses de la revolución.